# Hans Ehard
 Hans Ehard (ur. 10 listopada 1887 w Bambergu, zm. 18 października 1980 w Monachium) – niemiecki prawnik oraz polityk Unii Chrześcijańsko-Społecznaej (CSU), dwukrotny premier Bawarii.
W 1919, zaraz po studiach prawniczych w Monachium oraz Würzburgu, został prokuratorem w ministerstwie sprawiedliwości, a w 1933 przewodniczącym senatu Naczelnego Sądu Krajowego w Monachium. W 1945 był krótko ministrem sprawiedliwości w rządzie Schäffera, a następnie w pierwszym składzie rządu Hoegnera sekretarzem stanu w ministerstwie sprawiedliwości oraz członkiem Zgromadzenia Konstytucyjnego, zanim 21 grudnia 1946 głosami koalicji CSU, SPD i WAV wybrano go na urząd premiera Bawarii. Od 21 września 1947 po tym, jak SPD wycofała swoich ministrów, kierował rządem całkowicie CSU-sowskim. W latach 1949–1955 był przewodniczącym CSU.
Od 26 stycznia 1960 do 11 grudnia 1962 był ponownie premierem Bawarii, a potem do 5 grudnia 1966 ministrem stanu w bawarskim ministerstwie sprawiedliwości.
Ehard był od 1956 do 1963 prezesem Wspólnoty Ochrony Niemieckiego Lasu (SDW) jak i długoletnim prezesem Bawarskiego Czerwonego Krzyża. Od 1957 pozostaje honorowym obywatelem Monachium, gdzie zmarł i został pochowany na tamtejszym Cmentarzu Leśnym. W 1974 odznaczony Europejską Nagrodą Karola Ziomkostwa Sudeckoniemieckiego.

## Funkcje polityczne
- 1945 Bawarski minister sprawiedliwości
- 1946–1954 Premier rządu Bawarii
- 1949–1955 Przewodniczący CSU
- 1950–1951 Przewodniczący Bundesratu
- 1954–1960 Przewodniczący Bawarskiego Landtagu
- 1960–1962 Premier rządu Bawarii
- 1961–1962 Przewodniczący Bundesratu
- 1962–1966 Minister stanu w bawarskim ministerstwie sprawiedliwości